# Stuoia

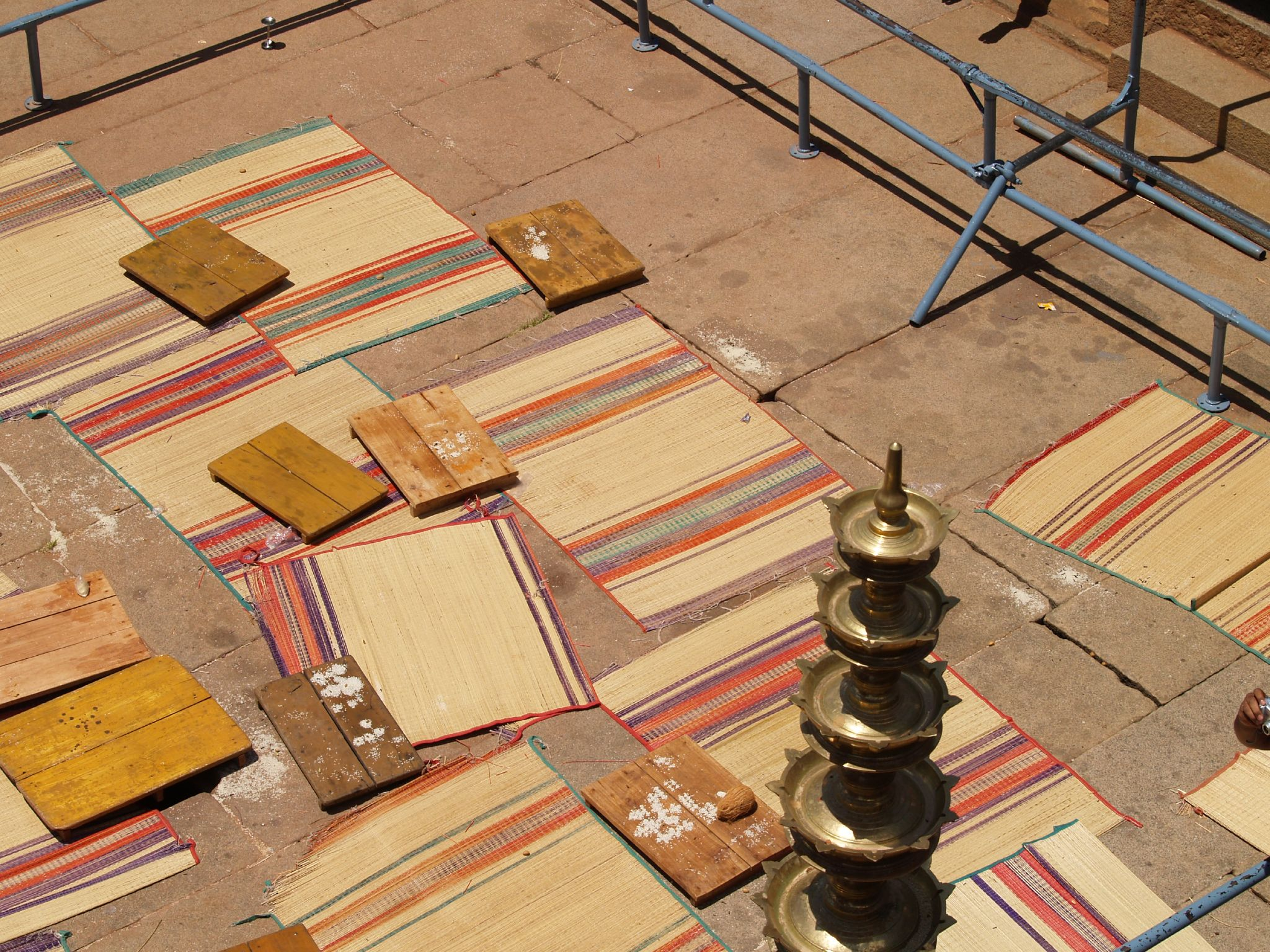
Stuoie

La stuoia è un manufatto rustico ottenuto dall'intreccio, legatura o tessitura di fibre. Viene utilizzata in tutti i paesi per molteplici usi: nell'arredamento come copertura di pavimenti, letto, tenda; in cucina per la preparazione di alcuni piatti tradizionali, per il servizio o l'apparecchiatura; in edilizia come incannicciato e copertura.

## Materiali
I materiali che costituiscono le stuoie sono tradizionalmente fibre tessili di mano rigida con buona resistenza al consumo come:

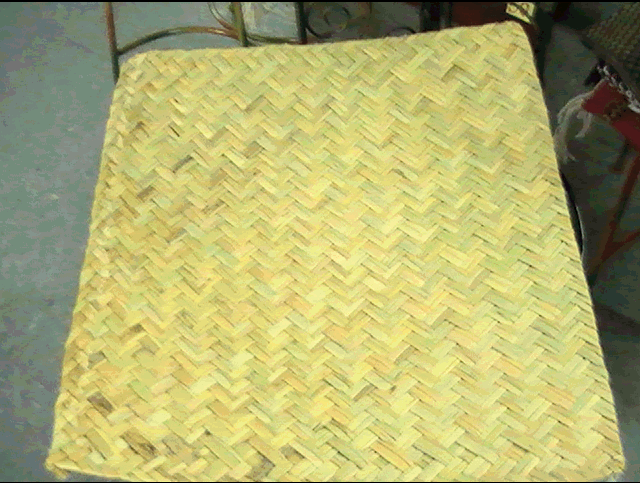
Stuoia sudamericana

- Paglia
- Rafia
- Canapa
- Strame
- Foglie di Palma
- Sparto
- Iuta
- Ramiè
- Sisal
- Cocco
- Ginestra
- Ibisco
- Manila
- Plastica

## Tipi
- Arella o pagliarella: è composta da sottili canne legate tra loro, si usa come divisorio o copertura dal sole (nel passato prodotta dall'arellaia)
- Tatami (畳) è una tradizionale pavimentazione giapponese
- Makisu (巻き簾) nella cucina giapponese è una stuoia formata da legni di bamboo legati assieme da corde di cotone
- Zerbino o stuoino